# Moulder Peak
Der Moulder Peak ist ein 1860 m hoher Berg im Ellsworthgebirge des westantarktischen Ellsworthlands. In den Liberty Hills der Heritage Range ragt er 4,6 km nördlich des Sponholz Peak und 5,5 km südöstlich des Mount Rosenthal an der Westseite des Horseshoe Valley auf.
Das Advisory Committee on Antarctic Names benannte ihn 1966 nach Andrew Burl Moulder von der United States Navy, Lagerverwalter auf der Amundsen-Scott-Südpolstation, der am 14. Februar 1966 beim Entladen einer Lockheed C-130 ums Leben gekommen war.